# Sicyopterus parvei
Sicyopterus parvei är en fiskart som först beskrevs av Bleeker, 1853.  Sicyopterus parvei ingår i släktet Sicyopterus och familjen smörbultsfiskar. Inga underarter finns listade i Catalogue of Life.